# 4244 Zakharchenko
A 4244 Zakharchenko (ideiglenes jelöléssel 1981 TO3) egy kisbolygó a Naprendszerben. Ljudmila Ivanovna Csernih fedezte fel 1981. október 7-én.